# Film cu samurai

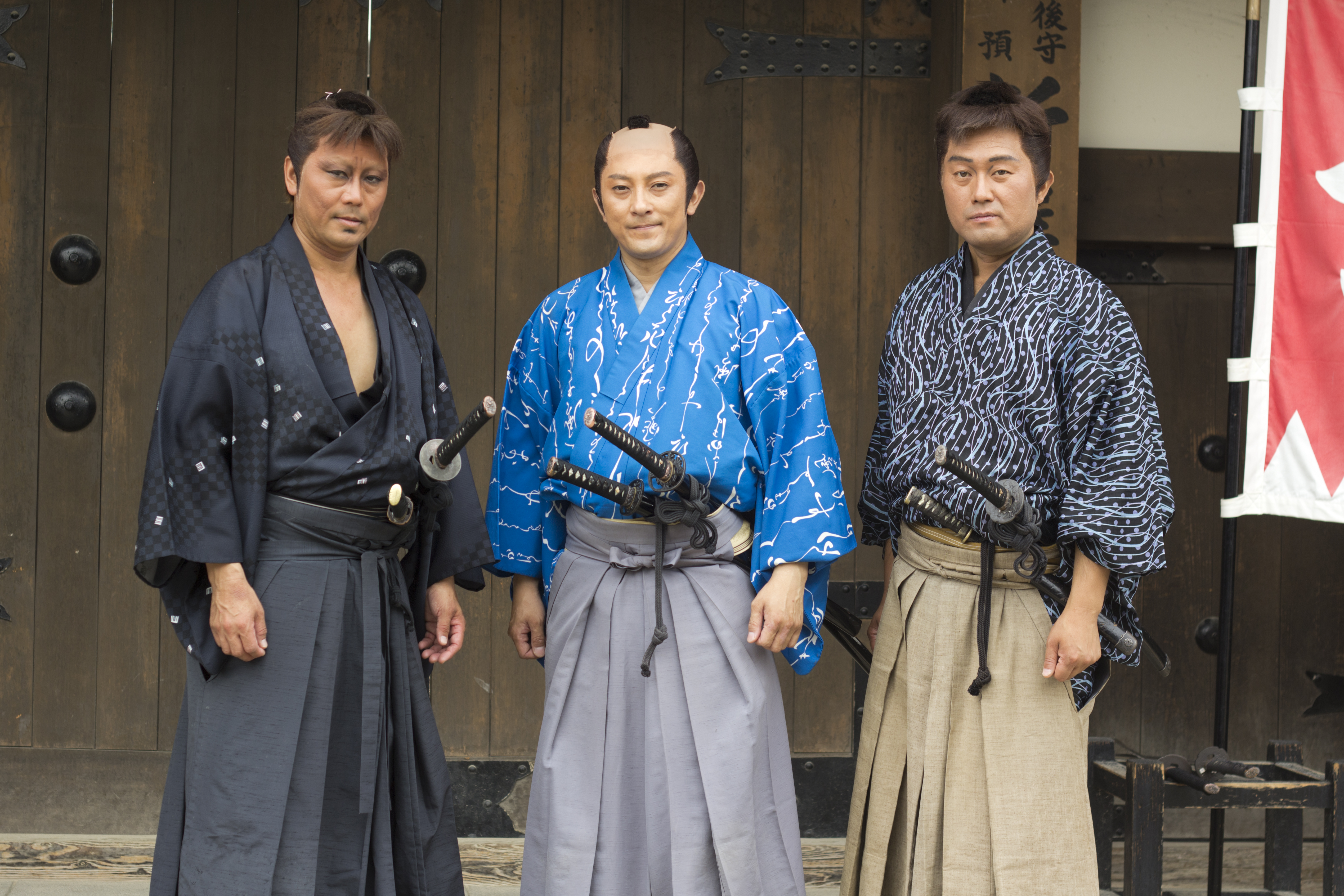
Actori care joacă samurai și ronini la studioul de film Eigamura din Kyoto

Chanbara (チャンバラ), menționat în unele surse sub forma „chambara”, însemnând filme de „luptă cu sabia”, denotă genul cinematografic japonez numit film cu samurai și este aproximativ echivalent cu filmele Western și de capă și spadă. Chanbara este o subcategorie a jidaigeki, care echivalează cu dramă istorică (sau dramă de epocă). Jidaigeki se poate referi la o poveste care are loc într-o perioadă istorică, dar nu prezintă neapărat un personaj samurai sau lupte de sabie.
În timp ce primele filme cu samurai erau mai degrabă dramatice decât bazate pe acțiune, filmele cu samurai produse după al Doilea Război Mondial s-au bazat din ce în ce mai mult pe acțiune, cu personaje mai întunecate și mai violente. Filmele epice cude samurai de după război au avut tendința să înfățișeze războinici cu cicatrici psihologice sau fizice. Akira Kurosawa a stilizat și a exagerat moartea și violența în astfel de producții. Samuraii săi, și mulți alții portretizați în film, erau figuri solitare, mai des preocupate să-și ascundă abilitățile marțiale, mai degrabă decât să le arate.
Din punct de vedere istoric, genul are de obicei loc în timpul perioadei Tokugawa (1600–1868). Prin urmare, filmul cu samurai se concentrează adesea pe sfârșitul unui întreg mod de viață pentru samurai: multe dintre filme se ocupă de rōnini fără stăpân, sau de samurai preocupați de schimbările statutului lor ca urmare a unei societăți în schimbare.
Filmele cu samurai au fost realizate în mod constant la începutul anilor 1970, dar de atunci, supraexpunerea la televizor, îmbătrânirea marilor vedete ale genului și declinul continuu al industriei cinematografice japoneze de masă au oprit cea mai mare parte a producției acestui gen.

## Listă de filme notabile
| Titlu | Regizor            | Lansare                          | Note |
| --- | ------------------ | -------------------------------- | --- |
| Orochi | Buntaro Futagawa   | 1925.11.20                       | |
| Ninjô kami fûsen | Sadao Yamanaka     | 1937.08.25                       | |
| Răzbunarea celor 47 de ronini | Kenji Mizoguchi    | 1941.12.01 1941.12.11            | |
| Jakoman and Tetsu | Senkichi Taniguchi | 1949.07.11                       | |
| Rashomon | Akira Kurosawa     | 1950.08.25                       | |
| Conclusion of Kojiro Sasaki: Duel at Ganryu Island | Hiroshi Inagaki    | 1951.10.26                       | Aceasta a fost prima dată când Toshirō Mifune l-a jucat pe Musashi Miyamoto.                                                                        |
| Araki Mataemon: Kettô kagiya no tsuji | Kazuo Mori         | 1952.01.03                       | |
| Jigokumon | Teinosuke Kinugasa | 1953.10.31                       | |
| Cei șapte samurai | Akira Kurosawa     | 1954.04.26                       | |
| Trilogia Samurai - Samurai I: Musashi Miyamoto - Samurai II: Duel la templul Ichijoji - Duel at Ganryu Island (Miyamoto Musashi kanketsuhen: kettô Ganryûjima) | Hiroshi Inagaki    | 1954.09.26 1955.07.12 1956.01.01 | Primul film care a câștigat un premiu special/de onoare la Premiile Oscar din 1955 pentru film remarcabil în limbă străină.                         |
| Tronul însângerat | Akira Kurosawa     | 1957.01.15                       | Versiune japoneză a Macbeth. |
| Fortăreața ascunsă | Akira Kurosawa     | 1958.12.28                       | O inspirație cheie pentru Star Wars |
| Aru kengo no shogai | Hiroshi Inagaki    | 1959.04.28                       | Versiune japoneză a piesei Cyrano de Bergerac. |
| Kunisada Chûji | Senkichi Taniguchi | 1960.03.29                       | |
| Hono-o no shiro | Tai Kato           | 1960.10.30                       | Versiune japoneză a piesei Hamlet. |
| Sanjuro - Yojimbo - Sanjuro | Akira Kurosawa     | 1961.04.25 1962.01.01            | Pentru un pumn de dolaria fost bazat pe acest film.                                                                                                 |
| Harakiri | Masaki Kobayashi   | 1962.09.16                       | A câștigat un premiu la Festivalul de Film de la Cannes.                                                                                            |
| Chushingura | Hiroshi Inagaki    | 1962.11.03                       | |
| Three Outlaw Samurai | Hideo Gosha        | 1964.05.13                       | |
| Samurai Assassin | Kihachi Okamoto    | 1965.01.03                       | |
| Sword of the Beast | Hideo Gosha        | 1965.09.18                       | |
| The Sword of Doom | Kihachi Okamoto    | 1966.02.25                       | |
| Samurai Rebellion | Masaki Kobayashi   | 1967.05.27                       | Acesta a câștigat Premiul Fipresci la Festivalul de Film de la Veneția.                                                                             |
| The Saga of Tanegashima | Kazuo Mori         | 1968.05.18                       | |
| Kill! | Kihachi Okamoto    | 1968.06.22                       | |
| Samurai Banners | Hiroshi Inagaki    | 1969.03.01                       | |
| Red Lion | Kihachi Okamoto    | 1969.10.10                       | |
| Shinsengumi | Tadashi Sawashima  | 1969.12.05                       | |
| Goyokin | Hideo Gosha        | 1969.05.01                       | |
| Hitokiri (Tenchu) | Hideo Gosha        | 1969.08.09                       | |
| Mission: Iron Castle | Kazuo Mori         | 1970.02.07                       | |
| The Ambitious | Daisuke Itō        | 1970.02.14                       | |
| Incident at Blood Pass | Hiroshi Inagaki    | 1970.03.21                       | |
| Shogun's Samurai | Kinji Fukasaku     | 1978.01.21                       | |
| The Fall of Ako Castle | Kinji Fukasaku     | 1978.10.28                       | |
| Kagemusha | Akira Kurosawa     | 1980.04.26                       | Nominalizat la premiul Oscar pentru cel mai bun film străin.                                                                                        |
| The Bushido Blade | Tsugunobu Kotani   | 1981                             | |
| Legenda celor 8 samurai | Kinji Fukasaku     | 1983.12.10                       | |
| Ran | Akira Kurosawa     | 1985.06.01                       | O versiune japoneză a piesei Regele Lear. A câștigat premiul Oscarul pentru cele mai bune costume; a câștigat alte 25 de premii și 15 nominalizări. |
| Zatoichi: Darkness Is His Ally | Shintaro Katsu     | 1989.02.04                       | Regizat, scris și cu Shintaro Katsu în rolul principal.                                                                                             |
| Heaven and Earth | Haruki Kadokawa    | 1991.02.08                       | |
| Journey of Honor | Gordon Hessler     | 1991.04.27                       | Produs, scris și cu Sho Kosugi în rolul principal. Rolul final ca samurai al lui Toshiro Mifune.                                                    |
| 47 Ronin | Kon Ichikawa       | 1994.10.22                       | |
| After the Rain | Takashi Koizumi    | 1999.09.05                       | Scris de Akira Kurosawa. A primit un Premiu Academiei Japoneze în 1999                                                                              |
| The Twilight Samurai | Yōji Yamada        | 2002.11.02                       | Nominalizat la premiul Oscar pentru cel mai bun film străin.                                                                                        |
| When the Last Sword Is Drawn | Yōjirō Takita      | 2003.01.18                       | |
| Zatoichi | Beat Takeshi       | 2003.09.02                       | Regizat și cu Beat Takeshi în rolul principal, acest film a câștigat premiul Leul de Argint la Festivalul de Film de la Veneția.                    |
| The Hidden Blade | Yōji Yamada        | 2004.10.30                       | |
| Love and Honor | Yōji Yamada        | 2006.12.01                       | |
| Castle Under Fiery Skies | Mitsutoshi Tanaka  | 2009.09.12                       | |
| 13 Assassins | Takashi Miike      | 2010.09.25                       | |
| Sword of Desperation | Hideyuki Hirayama  | 2010.07.10                       | |
| Ichimei | Takashi Miike      | 2011.10.15                       | |
| Rurouni Kenshin - Rurouni Kenshin - Kyoto Inferno - The Legend Ends                                                                                            | Keishi Ōtomo       | 2012.08.25 2014.08.01 2014.09.13 | |
| Samurai's Promise | Daisaku Kimura     | 2018.09.28                       | |

## Actori
- Sonny Chiba
- Chiyonosuke Azuma
- Ryunosuke Tsukigata
- Raizo Ichikawa
- Shintaro Katsu
- Tomisaburō Wakayama
- Hiroki Matsukata
- Toshirō Mifune
- Tatsuya Nakadai
- Kinnosuke Nakamura
- Denjiro Okochi
- Ryutaro Otomo
- Hiroyuki Sanada
- Tetsuro Tamba
- Tomisaburo Wakayama
- Ken Watanabe
- Masakazu Tamura
- Tsumasaburo Bando
- Utaemon Ichikawa
- Hiroki Matsukata

## Regizori
- Kinji Fukasaku
- Hideo Gosha
- Daisuke Ito
- Kon Ichikawa
- Hiroshi Inagaki
- Masaki Kobayashi
- Akira Kurosawa
- Kenji Misumi
- Kihachi Okamoto
- Kaneto Shindo
- Masahiro Shinoda
- Takeshi Kitano
- Yoji Yamada
- Sadao Yamanaka
- Tokuzō  Tanaka
- Kazuo Ikehiro
- Kimiyoshi Yasuda
- Kazuo Mori
- Sadao Nakajima